# Du poil sous les roses
Du poil sous les roses è un film del 2000 diretto da Jean-Julien Chervier e Agnès Obadia.

## Trama
La quattordicenne Roudoudou, desiderosa di perdere la verginità, sogna di avere un seno grande come quello di sua madre. I quattordicenni Romain e Francis, coinvolti tra di loro in continui giochi omoerotici, sono invece convinti che le loro madri abbiano una relazione lesbica e cercano di curarle cercando l'uno di sedurre e andare a letto con la madre dell'altro. Alla fine Roudoudou e Romain si incontrano e fanno sesso, ma non è certo se rimarranno insieme oppure no.

## Riconoscimenti
- 2000 - Bordeaux International Festival of Women in Cinema[1]
  - Miglior film